# Anke Möhring
Anke Möhring (n. 28 august 1969, Magdeburg, RDG) este o înotătoare ce a reprezentat Germania, medaliată olimpică. A participat la o ediție a Jocurilor Olimpice (1988) în care a câștigat o medalie de bronz.